# William Friedkin
William Friedkin (Chicago, 29 augustus 1935 – Los Angeles, 7 augustus 2023) was een Amerikaans film- en televisieregisseur die wereldberoemd werd met twee speelfilms uit de jaren zeventig, The French Connection (1971) en The Exorcist (1973).
De eerste film leverde Friedkin een Oscar voor beste regisseur en beste speelfilm op en staat bekend als een van de beste politiethrillers aller tijden. De tweede film schreef geschiedenis als een van de engste en succesvolste horrorfilms ooit, en staat bekend als de film die het genre in de jaren zeventig nieuw leven inblies.
De grote kracht achter veel films van Friedkin is dat hij zijn verhalen op een zeer realistische manier vertelt. Zijn films hebben vaak een traag tempo waarin veel aandacht wordt besteed aan kleine details. De personages worden uitvoerig geïntroduceerd, waardoor de kijker zich goed met hen kan identificeren. Door het ruwe, ongepolijste camerawerk lijkt de film net een documentaire. Hierdoor wordt elke plotwending, hoe vreemd ook, voor de kijker geloofwaardig. Friedkins beste voorbeeld hiervan is The Exorcist. Voordat het verhaal van die film goed en wel begint te lopen is er al een uur verstreken, maar juist daardoor zit de kijker midden in het verhaal.

## Biografie
William Friedkin raakte gefascineerd door films na het zien van Citizen Kane van Orson Welles. Op zestienjarige leeftijd, gelijk na de middelbare school, ging hij werken bij de postkamer van WGN TV, een lokaal televisiestation. Hier regisseerde hij al snel afleveringen van televisieprogramma's. In een jaar of tien tijd had hij al enkele honderden verschillende reportages, televisieprogramma's, series en documentaires geregisseerd. Voor de documentaire The People vs. Paul Crump uit 1962 kreeg hij verscheidene prijzen, en leverde hij een bijdrage aan de uiteindelijke verzachting van de straf voor de oorspronkelijk ter dood veroordeelde Crump.
In 1965 vertrok Friedkin naar Hollywood. Hier regisseerde hij verscheidene televisieprogramma's, waaronder een aflevering van The Alfred Hitchcock Hour. In 1967 maakte hij zijn eerste speelfilm, Good Times, met zangduo Sonny en Cher in de hoofdrollen. Hierna maakte hij nog enkele kleine films, waaronder het nostalgische The Night They Raided Minsky's (1968), de filmversie van Harold Pinters The Birthday Party (1968) en het oorspronkelijke off-Broadwaystuk The Boys in the Band (1970), over het algemeen gezien als de eerste Hollywoodfilm die exclusief over homoseksuele mannen ging.
In 1971 maakte Friedkin de film The French Connection. De brutale politiethriller, die dankzij de losse camerabewegingen, het filmen op locatie (New York) en het korrelige uiterlijk haast documentaireachtig leek, werd goed ontvangen bij de critici. De film groeide uit tot een groot commercieel succes en kreeg uiteindelijk acht Oscarnominaties. Hiervan werden er vijf verzilverd, waaronder de Oscars voor Beste Film en voor Beste Regisseur. Hij is tot op heden de jongste regisseur die de prijs won: Friedkin was 36 jaar oud toen hij de Oscar kreeg.
Na The French Connection was Friedkin bang dat hij uitsluitend gevraagd zou worden voor het regisseren van politiefilms. Hij koos daarom voor een film uit een geheel ander genre: zijn volgende film, The Exorcist uit 1973, was een horrorfilm, gebaseerd op de gelijknamige succesroman van William Peter Blatty. Friedkins opvallende regiestijl was ook in deze film weer zichtbaar. De film werd vanwege de gore, niet eerder vertoonde speciale effecten en satanische uitlatingen onderwerp van controverse. Hij groeide uit tot een kaskraker en een cultklassieker, die tien Oscarnominaties kreeg. De film gold lange tijd als een van de meest succesvolle films ooit: gemaakt voor een budget van twee miljoen dollar, bracht de film uiteindelijk ruim tachtig miljoen op. Het succes van de film zorgde voor een opleving van het horrorgenre.
Na het enorme succes van de twee bovengenoemde films kon Friedkin de hooggespannen verwachtingen niet waar maken. Zijn volgende film Sorcerer (1977), een nieuwe versie van de avonturenklassieker Le Salaire de la peur (1948) van Henri-Georges Clouzot, werd een gigantische flop. Sindsdien werd het opmerkelijk stil rondom Friedkin. De films die hij later maakte wisten weinig aandacht te genereren en flopten stuk voor stuk. In 1980 maakte hij de thriller Cruising, met Al Pacino als een politieagent die undercover moet gaan als leernicht in een homoclub om een homoseksuele lustmoord te onderzoeken. Cruising kreeg mondiaal felle kritieken omdat de film discriminerend ten opzichte van homoseksuelen zou zijn.
In 1985 maakte Friedkin met To Live and Die in L.A. (1985) een zeer gewelddadige politiefilm die herinneringen opriep aan The French Connection, maar niet zijn succes wist te evenaren. Ditzelfde gold ook voor The Guardian (1990), een horrorfilm waarmee Friedkin zijn eigen The Exorcist probeerde te imiteren. Dit verhaal, over een kinderjuf die kleine kinderen aan een vleesetende plant voerde, sloeg niet aan bij het publiek en flopte. Eveneens controversieel was Jade (1995), een erotische thriller die berucht werd om de vele pikante seksscènes.
Wegens gebrek aan succes moest Friedkin hierna terugkeren naar het televisiescherm en hij begon met het regisseren van televisiefilms en -series. Pas in 2000 maakte Friedkin met Rules of Engagement een bescheiden rentree naar het witte doek. In 2002 bracht hij een digitaal opgepoetste, directors cut-versie van The Exorcist uit. Deze moderne editie, die de ondertitel The version you've never seen kreeg, was wederom een groot succes.
Friedkin overleed op 87-jarige leeftijd kort na de opnames van The Caine Mutiny Court-Martial.

### Privé
Friedkin is vier keer getrouwd geweest: met de Franse actrice Jeanne Moreau van 1977 tot 1979, met de Britse actrice Lesley-Anne Down van 1982 tot 1985, met de Amerikaanse journaliste Kelly Lange van 1987 tot 1990 en van 1991 tot aan zijn overlijden met producente Sherry Lansing, het voormalige hoofd van Paramount. Hij kreeg twee zonen, een uit het huwelijk met Down, en een uit een relatie met de Australische danseres Jennifer Nairn-Smith.

## Filmografie
Speelfilms:
- 1967: Good Times
- 1968: The Birthday Party
- 1968: The Night They Raided Minsky's
- 1970: The Boys in the Band
- 1971: The French Connection
- 1973: The Exorcist
- 1977: Sorcerer
- 1978: The Brink's Job
- 1980: Cruising
- 1983: Deal of the Century
- 1985: To Live and Die in L.A.
- 1987: Rampage
- 1990: The Guardian
- 1994: Blue Chips
- 1995: Jade
- 2000: Rules of Engagement
- 2003: The Hunted
- 2006: Bug
- 2011: Killer Joe
- 2023: The Caine Mutiny Court-Martial

Televisie:
- 1994: Jailbreakers
- 1997: 12 Angry Men

- Bibsys: 90853560
- Biblioteca Nacional de España: XX1107033
- Bibliothèque nationale de France: cb13894172x (data)
- CiNii: DA16814000
- Gemeinsame Normdatei: 11899915X
- International Standard Name Identifier: 0000 0001 1816 380X
- Library of Congress Control Number: n77007077
- MusicBrainz: 27c9f6e1-fe8b-44d1-9cc6-3222c18a500b
- Nationale Bibliotheek van Tsjechië: xx0096478
- Nationale bibliotheek van Australië: 35403776
- Nationale Bibliotheek van Israël: 987007261343805171
- Nationale Bibliotheek van Polen: a0000002889575
- Nederlandse Thesaurus van Auteursnamen: 069581177
- Réseau des bibliothèques de Suisse occidentale: 02-A006032112
- SNAC: w6387zs2
- Système universitaire de documentation: 050345206
- Trove: 940615
- Union List of Artist Names: 500474310
- Virtual International Authority File: 100235701
- WorldCat: E39PBJf8tdX6VWyYMpppVph4MP

Good Times (1967) · The Birthday Party (1968) · The Night They Raided Minsky's (1968) · The Boys in the Band (1970) · The French Connection (1971) · The Exorcist (1973) · Sorcerer (1977) · The Brink's Job (1978) · Cruising (1980) · Deal of the Century (1983) · To Live and Die in L.A. (1985) · Rampage (1987) · The Guardian (1990) · Blue Chips (1994) · Jade (1995) · Rules of Engagement (2000) · The Hunted (2003) · Bug (2006) · Killer Joe (2011) · The Caine Mutiny Court-Martial (2023)